# Emperor: Rise of the Middle Kingdom
Emperor: Rise of the Middle Kingdom és un videojoc de la sèrie City Building Series.

## Producció
BreakAway Games ajudà al desenvolupament del joc, després d'haver desenvolupat anteriorment juntament amb Impressions Games l'expansió de Faraó, "Queen of the Nile: Cleopatra". Emperor és l'últim joc de la sèrie City Building Series, s'empren gràfics en 2D com als títols anteriors i és la primera versió que introdueix una opció multijugador.
No es diferencia gaire dels anteriors jocs, Emperor se centra en la construcció i desenvolupament d'una ciutat en temps antics, tot i que aquest cop ambientat a l'antiga Xina, des de la dinastia Xia (2033 aC) fins als djurtxet (1234 dC). Hi ha una campanya oficial extra per al joc, que està disponible com a descàrrega gratuïta.

## Mecànica del joc
La tasca bàsica en cada missió és la de mantenir la ciutat. Això implica conservar la població ben alimentada, en bones condicions de salut i segura de perills. Si els aliments, serveis i béns bàsics s'ofereixen de mode abundant, amb el pas del temps la ciutat millorarà considerablement. Més enllà, però, el jugador ha de gestionar el comerç i els impostos per finançar un major desenvolupament i una expansió sostenible.
Per tant, també es poden fer ofrenes a certs herois ancestrals, per aplacar-los i evitar que aquests, producte de llur ira, portin desastres contra la ciutat. Els herois poden també ser benvolents, ja que atorguen beneficis i visiten la ciutat si estan prou contents i se'ls ha pres en compte respecte a les ofrenes.
Més enllà de la mateixa ciutat i la zona de desenvolupament, el jugador ha de parar atenció als seus rivals i enemics, que poden ser ciutats xineses com cultures foranes i bàrbares. Les tropes i els guardes són necessaris per protegir la ciutat de les invasions militars. Es poden construir muralles, portes i torres amb arquers per millorar-ne la defensa. En algunes ocasions, Emperor se centra en la construcció de monuments, que són costosos tant en temps com en materials, donant als enemics l'oportunitat d'aprofitar les possibles febleses que això comporta. Com a tal, la construcció d'un monument en general requereix que la ciutat primer hagi d'establir una economia forta i una força militar acceptable.

## Mode campanya
Les set campanyes d'Emperor estan ambientades en un lapsus d'uns 3.300 anys, en els quals la història xinesa clàssica està completament compromesa, de la dinastia Xia a la dinastia Jin. En segons quines circumstàncies, la construcció de colossals monuments serà necessària, com la Gran Muralla Xina, o el Gran Canal que connecta el rio Groc i Iangtsé, l'Exèrcit de Terracota, entre d'altres. A la primera campanya, el jugador és simplement un humil ancià pagès, a càrrec de dirigir una tribu nòmada que ha d'establir-se a la vora del riu. Al nivell final, el jugador es converteix en un serf directe de l'emperador de la Xina, i s'encarrega de supervisar la construcció de la capital imperial Zhongdu (actualment Pequín) i enfortir el seu paper de defensa pels invasors mongols alliberats per Genguis Kan.
Els productes alimentaris, les tecnologies i les religions evolucionen al joc en concordança amb els segles, i amb estreta relació quant a la història real de la cultura xinesa. A causa que els jugadors serveixen a diverses dinasties i emperadors a través del joc, no sempre l'escenari estarà focalitzat a la construcció d'una mateixa ciutat. Sovint s'enviarà a construir variades i noves ciutats, o ser enviat de tornada a una ciutat anterior per aconseguir una nova fita. En alguns casos, una ciutat pot ser revisada després dels segles que han passat, després d'haver canviat dràsticament o simplement després d'haver quedat en runes pels anys.
Els jugadors poden jugar les campanyes en l'ordre que triïn, tot i que el nivell de dificultat és dependent respecte a l'ordre cronològic dels escenaris. Sovint els objectius consisteixen a arribar a produir una quantitat determinada de mercaderies, la conquesta d'altres ciutats, arribar a un nivell de població determinat o la construcció d'un monument.